# Racing Gonaïves
Maillots
Le Racing Gonaïves est un club haïtien de football basé aux Gonaïves. Il a remporté trois titres de champion en 1996, 2008 (clôture) et 2016 (ouverture).

## Histoire
Le Racing Gonaïves est fondé le 7 avril 1962. Il remporte son premier titre national en 1996 en terminant en tête du classement final de la Ligue Haïtienne, le championnat de première division du pays. Il reste l'un des clubs les plus réguliers de la compétition. Il ajoute par la suite à son palmarès le tournoi de clôture de la saison 2008. À l'issue du tournoi Clôture 2011, le club est relégué en Division 2, après avoir terminé à la dernière place du classement cumulé sur l'année 2011.
Au niveau continental, le Racing prend part à la première édition de la Coupe des vainqueurs de coupe de la CONCACAF, en 1991. Directement qualifié pour la poule finale à 4, il ne parvient pas à remporter le moindre match et termine à la dernière place du classement. Il compte également quatre participations à la Coupe des champions de la CONCACAF, en 1985, 1991, 1993 et 1994, sans que l'on connaisse le mode de qualification pour cette compétition.

## Palmarès
- Championnat d'Haïti (3) :
  - Champion en 1996, 2008-C et 2016-O.